# Mahates
Mahates es un municipio colombiano del departamento de Bolívar. Ubicado en las llanuras del Canal del Dique. 
Es un municipio en su mayoría afrodescendiente e indígena, aunque también tiene raíces españolas, gracias a este mestizaje posee una extensa gama cultural que va desde el baile del son de negro, el legado indígena reflejado en expresiones como el instrumento del pito atravesao y la flauta de millo, hasta la expresión oral en los decimeros.

## Toponimia
Proviene de sus primeros pobladores los indígenas de la tribu Caribes: los mahates, liderados por el cacique Cambayo. Durante el proceso de fundación, los caciques cipacua y cambayo se disputaron el territorio, esa guerra terminó cuando Pedro de Heredia ayudó a la tribu de los mahates y derrotaron a los cipacuas.

## División Político-Administrativa
Además, de su Cabecera municipal. Mahates tiene bajo su jurisdicción los siguientes centros poblados:  
- Cruz del Viso
- Evitar
- Gamero
- La Manga
- Malagana
- San José de la Montaña (Mandinga)
- San Joaquín

### San Basilio de Palenque
Cabe aclarar que el centro poblado San Basilio de Palenque sigue estando bajo la jurisdicción del municipio de Mahates, hasta tanto la Asamblea departamental de Bolívar realice el trámite correspondiente y se promulga la ordenanza que consagre la elevación a la categoría de municipio. Esto de acuerdo a Ley 2379 del 15 de julio de 2024.

## Historia
Mahates fue fundada en 1533 por Pedro de Heredia, adelantado español que en el mismo año fundó Cartagena de Indias. 
Desde entonces se convierte en una de las poblaciones de mayor influencia política y económica de la región, fue núcleo del cantón y, posteriormente, Provincia de Mahates, que incluía los actuales municipios de Arjona, Arroyohondo, Maria La Baja, Repelón, San Cristóbal, San Estanislao y Soplaviento. 
En 1860 ocurre un grave incendio que afecta las dos terceras partes de las casas de la villa, y a partir de 1865 pierde la condición de capital provincial. Debido al surgimiento de nuevas vías de comunicación, Mahates ha ido perdiendo la importancia comercial que mantuvo durante su historia. El pueblo era usado para encarcelar a los presos traídos de Cartagena.

## Cultura
En cuanto a las manifestaciones culturales vale la pena mencionar el baile del son de negro, una expresión cultural que posee la cabecera municipal y cuatro de los seis corregimientos, exceptuando a Mandinga y San Joaquín, aunque este último es cuna de grandes decimeros y donde esta manifestación cobra representación.

## Geografía
La población es de unos de 26 006 habitantes y abarca un área con gran diversidad natural en relieve e hidrografía, así como en flora y fauna. Hace parte de Zodes Dique.
En la vereda El Sonjo existe una reserva forestal de aproximadamente 240 hectáreas que aloja a animales como el tigrillo, venado, ñeque, guartinaja, oso perezoso, zorra, ardilla, gucharacha, mono colorado y tití. El manatí en Evitar fue declarado animal en reserva desde el 1991, crece hasta 6 metros y es nativo del complejo cienagoso (Tupe, Zarzal y Capote) que rodea dicho corregimiento.

## Economía
Entre las principales actividades económicas tenemos: la agricultura, la pesca, la ganadería, además de la explotación minera, en las áreas de Mandinga y Gamero.
- La agricultura es la principal actividad del municipio y, de acuerdo a la diversidad geográfica, cada comunidad tiene un producto representativo. En los cerros de Mandinga y San Joaquín es el ñame, mientras que en tierra plana (el resto del territorio) lo son la yuca, el plátano, el maíz, la ahuyama, etc. Por otra parte el cultivo de la palma africana, que se implementa en la finca Pita en Gamero, una siembra en más de 60 hectáreas y que tiene alrededor de 85 empleos de la región, impactando de manera significativa en las familias de sus trabajadores.
- La pesca se practica en los pueblos cienagueros como Gamero, Evitar y la cabecera por donde además cruza el Canal del Dique.
- La ganadería que abastece de carne y leche a la población, se desarrolla en las tierras bajas.
- En cuanto a la minería, en Gamero hay minas a cielo abierto de las que se extraen materiales de construcción; grava y arena, cuyo impacto ambiental no ha sido determinado. La cantera de Mandinga queda en el sector de Palmar y está funcionando desde el 2017, de donde se extraen materiales para la construcción como el herfino.

## Estructura organizacional municipal
| Mahates      | Mahates     | Mahates                    |
| Departamento | Código DANE | Categoría municipal (2022) |
| ------------ | ----------- | -------------------------- |
| Bolívar      | 13433       | Sexta                      |

- Personería: Es un centro del Ministerio Público de Colombia que ejerce, vigila y hace control sobre la gestión de las alcaldías y entes descentralizados; velan por la promoción y protección de los derechos humanos; vigilan el debido proceso, la conservación del medio ambiente, el patrimonio público y la prestación eficiente de los servicios públicos, garantizando a la ciudadanía la defensa de sus derechos e intereses.

- Concejo Municipal: Es la suprema autoridad política del municipio. En materia administrativa sus atribuciones son de carácter normativo. También le corresponde vigilar y hacer control político a la administración municipal. Se regulan por los reglamentos internos de la corporación en el marco de la Constitución Política Colombiana (artículo 313) y las leyes, en especial la Ley 136 de 1994 y la Ley 1551 de 2012.

Constituido por 13 concejales por un periodo de 4 años.
- Alcaldía Municipal: En esta se encuentra la administración municipal y las entidades descentralizadas del municipio.

El Alcalde se pronuncia mediante decretos y se desempeña como representante legal, judicial y extrajudicial del municipio. El actual Alcalde municipal es Agustín Palomino Agámez (2024-2027), elegido por voto popular.
- JAL. Sin constitución alguna en los corregimientos del municipio.

## Servicios públicos
- Energía Eléctrica: Afinia, del grupo EPM, es la empresa prestadora del servicio de energía eléctrica.
- Gas Natural: Surtigas es la empresa distribuidora y comercializadora de gas natural en el municipio.